# Joshua Cohen (Schriftsteller)

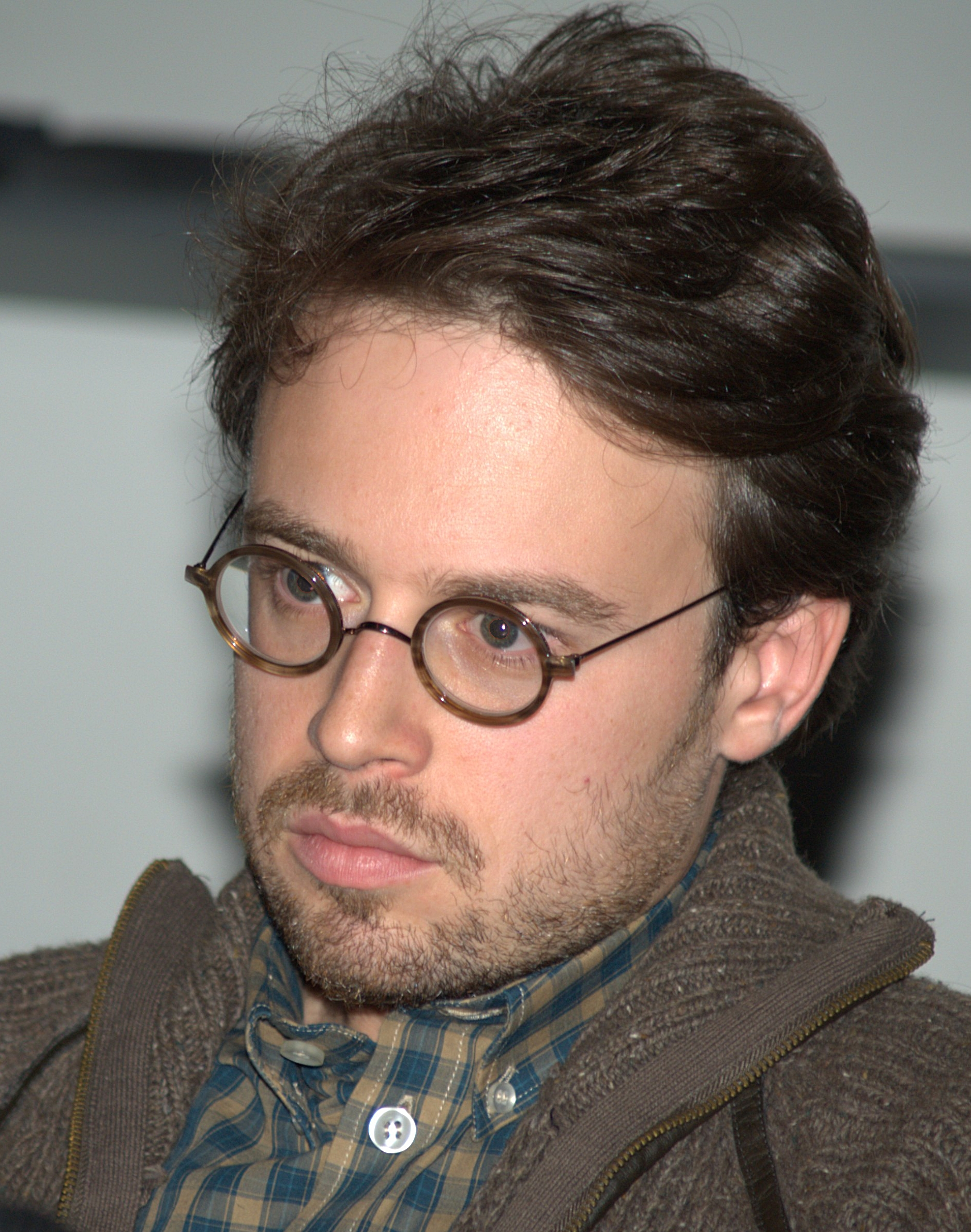
Joshua Cohen (2010)

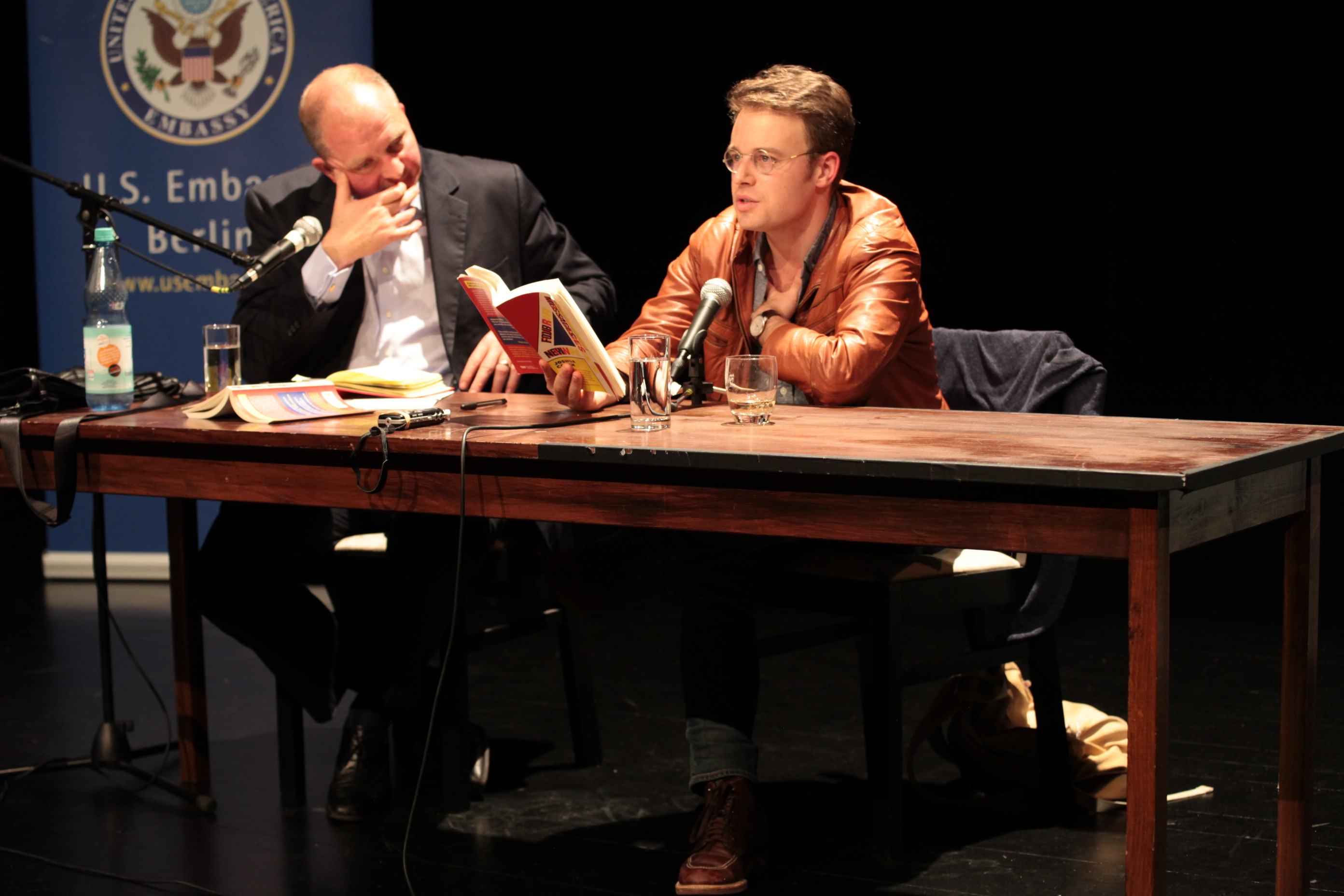
Joshua Cohen liest im English Theatre Berlin, September 2014

Joshua Aaron Cohen (geboren 6. September 1980 in Somers Point, New Jersey) ist ein US-amerikanischer Schriftsteller.

## Leben
Joshua Cohen stammt väterlicherseits von deutschen Juden aus Bernkastel ab, mütterlicherseits von Juden aus Ungarn. Er wuchs in Atlantic City auf und besuchte als Jugendlicher eine Jeschiwa. Er studierte Komposition an der Manhattan School of Music. Zwischen 2001 und 2007 war er Osteuropakorrespondent der englischen Ausgabe des Forward mit Sitz in Berlin. Cohens Literaturkritiken erscheinen in Harper’s Magazine, New York Times Book Review und London Review of Books.
Sein Roman Witz wurde von der Wochenzeitung The Village Voice auf die Liste der „Best Book of 2010“ gestellt, der Band mit Erzählungen Four New Messages wurde vom The New Yorker auf der Liste der „Best Book of 2012“ nominiert. Der Schriftstellerkollege Frank Schäfer äußerte sich in der Rezension der deutschen Übersetzung sehr reserviert. Ulrich Blumenbach wurde 2015 für die Übersetzung des Romans Witz Preisträger des Zuger Übersetzer-Stipendiums. Blumenbach hat auch Cohens Debüt Solo für Schneidermann übersetzt. Für die Übertragung der Wortspiele in Cohens Debütroman haben sie in enger Zusammenarbeit versucht, eine angemessene Form in der deutschen Sprache zu finden.

## Werke (Auswahl)
- The Quorum. Erzählungen. 2005
- Aleph-Bet: An Alphabet for the Perplexed. Erzählungen. 2007
- Cadenza for the Schneidermann Violin Concerto. Roman. 2007
  - Solo für Schneidermann. Übers. Ulrich Blumenbach. Schöffling & Co., Frankfurt am Main 2016, ISBN 978-3-89561-626-6
- A Heaven of Others. 2008
- Witz. Roman. 2010
  - Witz. Übers. Ulrich Blumenbach. Schöffling & Co., Frankfurt am Main 2022, ISBN 978-3-89561-629-7[6]
- Bridge & Tunnel (& Tunnel & Bridge). Erzählungen. 2010
- Four New Messages. Erzählungen. 2012
  - Vier neue Nachrichten. Übers. Ulrich Blumenbach. Schöffling & Co., Frankfurt am Main 2014, ISBN 978-3-89561-625-9
- Book of Numbers. Roman. 2015
  - Buch der Zahlen. Übers. Robin Detje. Schöffling & Co., Frankfurt am Main 2018, ISBN 978-3-89561-627-3
- Moving Kings. Roman. 2017
  - Auftrag für Moving Kings. Übers. Ingo Herzke. Schöffling & Co., Frankfurt am Main 2019, ISBN 978-3-89561-628-0
- The Netanyahus: An Account of a Minor and Ultimately Even Negligible Episode in the History of a Very Famous Family. Roman. 2021
  - Die Netanyahus. Übers. Ingo Herzke. Schöffling & Co., Frankfurt am Main 2023, ISBN 978-3-89561-624-2

## Auszeichnungen
- Pushcart Prize, 2012
- Matanel Prize in Jewish Literature, 2013
- Samuel-Fischer-Gastprofessur für Literatur im WS 2017/2018
- Pulitzer Prize for Fiction für The Netanyahus: An Account of a Minor and Ultimately Even Negligible Episode in the History of a Very Famous Family, 2022[7]